# جون واليس
جون واليس (بالإنجليزية: John Wallis)‏ (ولد 23 نوفمبر 1616 وتوفي 28 أكتوبر 1703)، عالم رياضيات إنجليزي ساهم بتطوير التفاضل والتكامل الموحل في الصغر. وكان بين عامي 1643 و 1689 في منصب رئيس التعمية في البرلمان ولاحقا في الديوان الملكي. ويعتبر أول من قدم رمز اللانهاية ∞. كما استخدم الرمز ∞/1 للتعبير عن الموحل في الصغر. ولقد سميت إحدى الكويكبات باسمه.

## حياته
ولد جون واليس في بلدة أشفور بمقاطعة كنت في إنكلترا. هو الثالث بين خمسة لأبيه الكاهن جون واليس وأمه يونا شابمان. تلقى تعليمه بدياةً في إحدى مدارس أشفورد، لكنه انتقل إلى مدرسة جيمس موفات في تنيردن عام 1625 بعد تفشي وباء الطاعون. تعرض للرياضيات لأول مرة في عام 1631، في مدرسة فيلستد (التي عرفت آنذاك بمدرسة مارتن هولبيتش في مدينة فيلستد)؛ وجد متعته في الرياضيات، إلا أن دراسته لم تكن منظمة جيدًا، إذ كان يُنظر للرياضيات في ذلك الوقت على أنها من ضمن الدراسات الميكانيكية وليس الأكاديمية. في مدرسة فيلستد، تعلم واليس الكلام والكتابة باللاتينية. برع في ذلك الوقت أيضًا بكل من الفرنسية، واليونانية، والعبرانية. كانت النية أن يكون طبيبًا، لذا أرسل في عام 1632 إلى كلية إيمانويل في كامبريدج. خلال وجوده هناك، أبقى اعتقاده بمبدأ الدورة الدموية؛ والتي يقال إنها كانت المرة الأولى التي يؤكد فيها على تلك النظرية في مناظرة. إلا أن اهتمامه انصب على الرياضيات. حصل على درجة البكالوريوس في الآداب في عام 1637 وعلى درجة الماجستير في عام 1640، ثم دخل بعد ذلك عالم الكهنوت. عمل بين سنتي 1643 و1649 خطاطًا لا يحق له التصويت في جمعية وستمنستر العامة. انتخب للحصول على رتبة زمالة في كلية كوينز في كامبريدج عام 1644، اضطر بعدها إلى الاستقالة بعد زواجه.
طوال ذلك الوقت، كان واليس مقربًا من الحزب البرلماني، ربما نتيجة زمالته مع هولبيتش في مدرسة فيلستد. قدم لهم (الحزب البرلماني) مساعدة عملية كبيرة في فك رموز الإرساليات الملكية. كانت جودة التشفير في ذلك الوقت متفاوتة؛ إذ على الرغم من النجاحات الفردية التي حققها علماء الرياضيات مثل فرانسوا فييت، إلا أن المبادئ التي قام عليها تصميم التشفير لم تكن مفهومة على نحو جيد. كانت معظم الشفرات عبارة عن أساليب مخصصة اعتمدت على خوارزمية سرية، على عكس الأنظمة المعتمدة على مفتاح متغير. أدرك واليس أن الحالة الثانية كانت أكثر أمانًا، حتى أنه وصفها بكونها «غير قابلة للخرق»، إلا أنه لم يمتلك الثقة الكافية في تأكيده ذاك بما يكفي لتشجيع الكشف عن خوارزميات التشفير. أيضًا، رادوه القلق حيال استخدام المشفرات من قبل قوى خارجية، رافضًا على سبيل المثال طلب غوتفريد لايبنتز في عام 1697 لتعليم الطلاب الهانوفريين التشفير.
بعودته إلى لندن بعد أن أصبح قسيسًا في سانت غابرييل فينتشرتش سنة 1643، انضم واليس إلى مجموعة العلماء التي تطورت لاحقًا إلى الجمعية الملكية أخيرًا أصبح قادرًا على الانغماس في اهتماماته الرياضية، فأتقن دراسة كتاب ويليام أوتريد مفتاح الرياضيات» خلال أسابيع قليلة في سنة 1647. سرعان ما بدأ يكتب اطروحاته الخاصة التي عالج فيها مجموعة واسعة من المواضيع، واستمر في ذلك بقية حياته. ألف واليس أول دراسة مسحية عن المفاهيم الرياضية في إنجلترا، إذ ناقش النظام الهندي العربي.
انضم والس إلى المعتدلين من المشيخيين في التوقيع على الاحتجاج على إعدام تشارلز الأول، والذي تسبب بموجبه في العداء الدائم للمستقلين. رغم معارضته لهم، عين في عام 1649 بمنصب كرسي سافيل للجبر في جامعة أكسفورد، حيث بقي حتى وفاته في 8 نوفمبر سنة 1703. ي سنة 1650، عين واليس كاهنًا. بعد ذلك، قضى سنتين مع السير ريتشارد دارلي وليدي فير كقسيس خاص. في عام 1661، كان أحد الممثلين المشيخيين الإثني عشر في مؤتمر سافوي.

## مساهماته في الرياضيات
مثلما نوى مسبقا فقد دخل جامعة إيمانويل في كامبريدج وتحفظ على نظرية «الدورة الدموية» وقد كانت المرة الأولى في أوروبا التي يجادل بها علنا. ولكنه أبقى على اهتماماته في علم الرياضيات. في 1655، نشر واليس أطروحة حول مخروطي الأقسام التي تم تعريفها بشكل تحليلي. وكان هذا أول كتاب في هذه المنحنيات التي تعتبر وتعرف بأنها منحنيات من الدرجة الثانية. ساعد على ازالة بعض من الغموض وصعوبة تصور رينيه ديكارت عمل على الهندسة التحليليه.

## أعماله الأخرى
انتخب لزمالة كلية كوينز (Queens) وكامبريدج (Cambridge)، وانضم أيضا للحزب البروستانتي وساعد كثيرا في فك الارساليات الملكية.

## عائلته
تزوج من سوزان قليد في 14 مارس 1645 وأنجب منها ثلاثة أطفال.

## مراجع

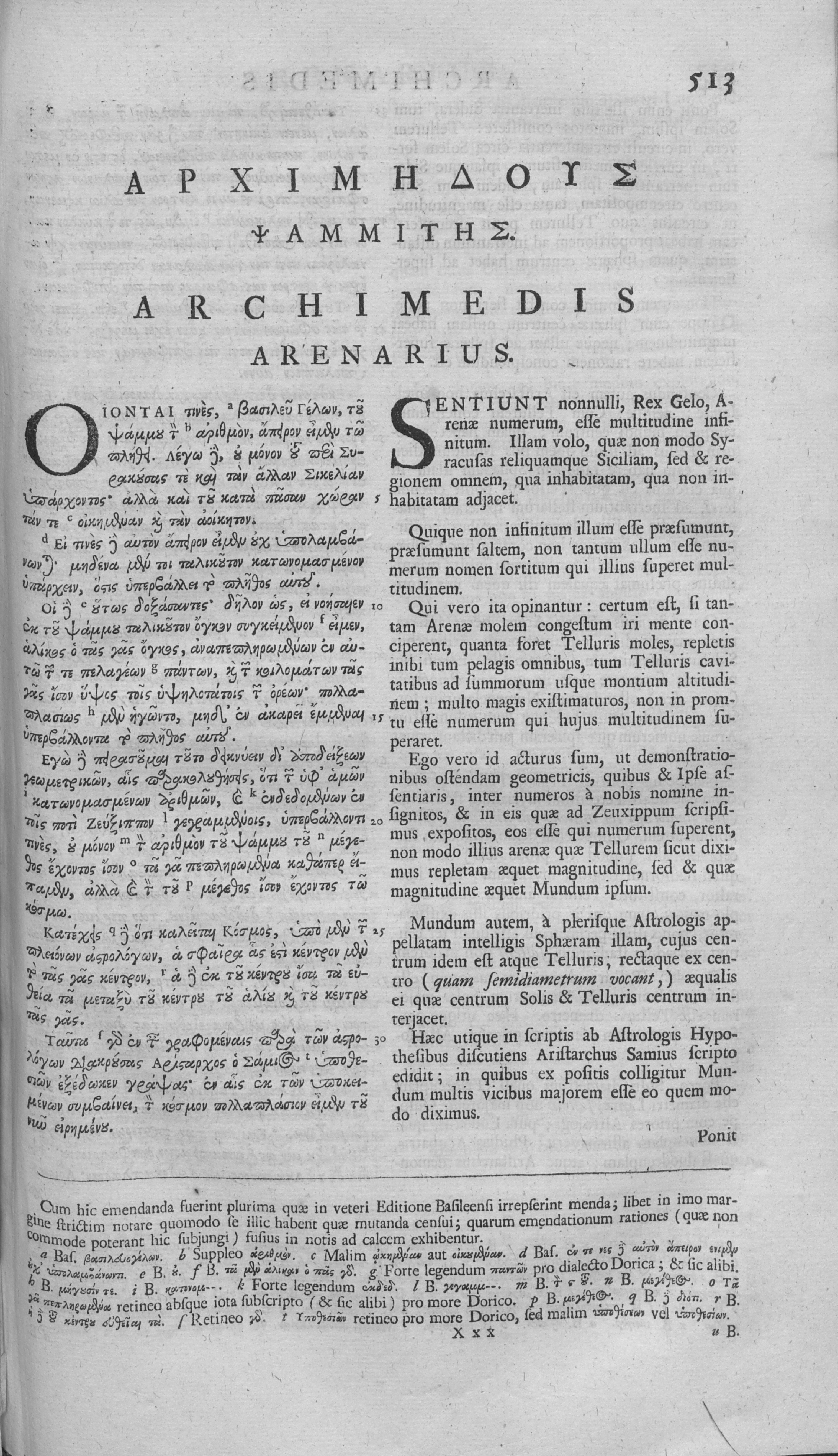
Opera mathematica, 1699

## هوامش
1. 1 2  تاريخ ماكتوتور لأرشيف الرياضيات، QID:Q547473
2. ↑  "Wallys, John (WLS632J)". A Cambridge Alumni Database. University of Cambridge.
3. ↑  Yule، G. Udny (1939). "John Wallis, D.D., F.R.S.". Notes and Records of the Royal Society of London. ج. 2 ع. 1: 74–82. DOI:10.1098/rsnr.1939.0012. JSTOR:3087253.
4. ↑  Kahn، David (1967)، The Codebreakers: The Story of Secret Writing، New York: Macmillan، ص. 169، LCCN:63016109
5. ↑  Holder, Philosophical Transactions of the Royal Society, supplement, 10.
6. ↑  "Find could end 350-year science dispute". BBC. 26 يوليو 2008. مؤرشف من الأصل في 2021-12-23. اطلع عليه بتاريخ 2018-05-05.

## وصلات خارجية
- جون واليس على موقع الموسوعة البريطانية (الإنجليزية)
- جون واليس على موقع إن إن دي بي (الإنجليزية)
- O'Connor، John J.؛ Robertson، Edmund F.، "جون واليس"، تاريخ ماكتوتور لأرشيف الرياضيات
- Galileo Project page